# Foresight Institute
Het Foresight Institute is een niet-commerciële organisatie die zich ten doel stelt de samenleving voor te bereiden op de komst van nieuwe technologieën, met name de manipulatie van moleculen op nanoniveau. Het instituut werd opgericht door Eric Drexler, samen met Christine Peterson, de huidige voorzitter. Het is in Palo Alto (Californië) gevestigd. Het Foresight Institute heeft twee zusterorganisaties: het Institute for Molecular Manufacturing en het Center for Constitutional Issues in Technology.